# Tritonia plebeia
Tritonia plebeia é uma espécie de molusco pertencente à família Tritoniidae.
A autoridade científica da espécie é Johnston, tendo sido descrita no ano de 1828.
Trata-se de uma espécie presente no território português, incluindo a zona económica exclusiva.